# Tatiana Bocheńska
Tatiana Bocheńska (ur. 23 kwietnia 1934, zm. 28 kwietnia 2004) – polska hydrogeolog, profesor i wykładowca Uniwersytetu Wrocławskiego, a od 1980 r. kierownik Zakładu Hydrogeologii, a od podziału zakładu w 2000 Zakładu Hydrogeologii Stosowanej, współautorka „Słownika hydrogeologicznego”.